# تپه خوم گر
تپه خوم گر مربوط به عصر آهن - مفرغ است و در شهرستان گیلانغرب، بخش گواور، دهستان حیدریه، ۲۰۰ متری جنوب روستای سوخورشهباز واقع شده و این اثر در تاریخ ۲۷ اسفند ۱۳۸۶ با شمارهٔ ثبت ۲۲۳۲۹ به‌عنوان یکی از آثار ملی ایران به ثبت رسیده است.